# Mireia Cornudella Felip
 (janvier 2020).
Mireia Cornudella Felip, née le 4 novembre 1966 à Barcelone, est une skipper espagnole d'origine catalane, deux fois médaillées dans des championnats du monde de voile dans la classe vaurien : médaille d'or en 1984 en junior et le bronze en 1988 avec sa sœur Núria Cornudella.

## Biographie
Elle a été championne du monde junior dans la classe vaurien en 1984. Quatre ans plus tard, en 1988, elle obtient avec sa sœur Núria Cornudella la médaille de bronze des championnats du monde dans la même classe. 
En 1992, à l'occasion des Jeux olympiques de Barcelone, elle a été la responsable des volontaires de sauvetage de la zone « Echo » des épreuves voile. Entre 1994 et 2006 elle a travaillé dans le centre municipal de voile de Barcelone, et depuis 2007, elle fait partie de l'équipe organisationnelle de la Barcelona World Race.

## Prix
- Médaille d'or du championnat du monde junior de voile (classe vaurien).
- Médaille de bronze du championnat du monde (classe vaurien avec Núria Cornudella)
- Insigne d'argent de la Real Federación Española de Vela, la Fédération espagnole de voile.
- Médaille d'argent de la Fédération catalane de voile.